# 約瑟夫·哥倫布
老約瑟夫·安東尼·哥倫布（英語：Joseph Anthony Colombo, Sr.，義大利語：[koˈlombo]，1923年6月16日—1978年5月22日），暱稱喬·哥倫布（Joe Colombo），是一名哥倫布犯罪家族的領袖，是紐約美國黑手黨的五大家族之一。

## 生平
喬·哥倫布生於紐約布魯克林區。其父安東尼·哥倫布（Anthony Colombo）為義大利移民，曾為普羅法斯犯罪家族（Profaci crime family）的成員，1938年，其父安東尼·哥倫布與他的情婦，被發現遭人勒斃，陳屍在自己的車子中。
喬·哥倫布曾就讀兩年高中，但未完成學業就退學，加入美國海岸防衛隊。1945年，因為被診斷出精神官能症，離開了海岸防衛隊。接下來十年，他做過一些合法的工作，像碼頭工人或是推銷員，在布魯克林有間房子，生下五個小孩。他最終仍然決定追隨其父的腳步，加入波法西犯罪家族，很快就晉升到領導階層。
41歲時，約瑟夫·哥倫布晉升為美國黑手黨頭目，是當時最年輕的頭目，也是首位在美國本土出生的黑手黨頭目。
1971年6月28日，遭到幫派份子槍擊，喬·哥倫布雖未身亡，但此後成為植物人，昏迷不醒。1978年5月22日，在醫院過世。